# Dhra
Dhra (även kallat dirâa eller pic (pik)) är ett gammalt islamiskt längdmått.
I Turkiet motsvarar 1 pic = 3/4 engelsk yard = 0,686 meter. I Egypten är 1 turkisk pic 0,677 meter.